# Purisme
Purismen (1918-1925) er inden for malerkunsten en post-kubistisk bevægelse, som blev skabt af Amédée Ozenfant, Le Corbusier og Fernand Léger. Ozenfant og Le Corbusier kritiserede i bogen, Après le cubisme, fra 1918 kubismen og ønskede et maleri, der var styret af en ny og ren stilbevidsthed i pagt med den moderne tids enkle formgivning af brugsgenstande.
De puristiske kunstnere gengav almindelige hverdagsting i en streng geometrisk stil. De benyttede cylinderens og kuglens former med få og rene farver.
Purisme bruges også i en mere generel betydning om en konsekvent stilrenhed i kunsten.